# Kym Marsh
Kimberley Gail Marsh, detta Kym (precedentemente Ryder e Lomas; Whiston, 13 giugno 1976), è un'attrice, cantante e conduttrice televisiva britannica.

## Biografia
Kym Marsh ha inizialmente ricevuto popolarità come membro dei Hear'Say, che ha abbandonato nel gennaio 2002. A luglio 2003 ha pubblicato il suo album di debutto da solista, intitolato Standing Tall, che ha raggiunto la 9ª posizione sia nel Regno Unito sia in Irlanda. È stato anticipato dalla hit Cry, arrivato alla numero 2 nella classifica britannica e alla 80 nei Paesi Bassi; dal disco sono stati estratti anche Come on Over e Sentimental, arrivati rispettivamente alla numero 10 e 35 in madrepatria. Dal 2006 al 2019 ha ricoperto il ruolo di Michelle Connor nella soap opera Coronation Street, grazie al quale ha ricevuto numerose vittorie e candidature in occasione di premiazioni di soap.

## Discografia

### Album in studio
- 2003 – Standing Tall

### EP
- 2003 – Red Room Sessions

### Singoli
- 2003 – Cry
- 2003 – Come on Over
- 2003 – Sentimental
- 2004 – Today (con Evil Angel)